# The Intruder
The Intruder es una película estadounidense de suspenso psicológico dirigida por Deon Taylor y escrita por David Loughery. La película es protagonizada por Dennis Quaid, Michael Ealy, Meagan Good, y Joseph Sikora.
Fue estrenada en Estados Unidos el 3 de mayo de 2019, por Sony Pictures Releasing.

## Sinopsis
Mientras Scott y Annie están inspeccionando una propiedad del Valle de Napa que les interesa, notan un ciervo que retoza en el bosque cerca de ellos. Luego, de la nada, un hombre con un rifle pasa junto a ellos y lo mata.
Scott y Annie Howard se mudan a su nueva casa en Napa Valley, pero su dueño anterior, Charlie Peck, se obsesiona con vigilar a la pareja. Aunque Scott está molesto, Annie siente pena por él, ya que les había dicho que su esposa murió de cáncer y que pronto se mudará a Florida para vivir con su hija. Scott y Annie invitan a cenar a su amigo Mike y su esposa. Mike sale a fumar y siente que lo están observando.
Charlie continúa apareciendo sin previo aviso, cortando el césped y regañando a los trabajadores que instalan un sistema de seguridad. Mike sospecha de Charlie e insiste en que Scott y Annie están siendo vigilados. Scott y Annie no están convencidos, por lo que Mike persuade a Scott para que lo acompañe detrás de la casa, donde ven un vehículo desconocido que se aleja.
Las tensiones aumentan entre Scott y Annie debido a la frialdad de Scott hacia Charlie, y cuando Annie descubre que Scott se encontró con algunos clientes en un bar. Se revela que antes de casarse con Annie, la había engañado con un cliente en un bar. En el bar, uno de los clientes besa a Scott y se da cuenta de que Annie tenía razón en estar preocupada. Regresa a casa de inmediato, pero tiene una discusión con Annie. Se reconcilian después de que ambos se despiertan en medio de la noche por un ruido y tienen relaciones sexuales en el suelo, sin darse cuenta de que Charlie está mirando. Un vecino le revela a Scott que la esposa de Charlie se suicidó con la escopeta de Charlie, y Scott le pide a Mike que lo investigue. Charlie desarrolla una obsesión con Annie y comienza a visitar la casa cuando Scott se va. Un día, mientras Scott trota, Charlie lo golpea con su camioneta.
En el hospital, Scott llama a Mike, quien explica que Charlie había vivido con su esposa Ellen y su hija Cassidy, pero estaba profundamente endeudado y obligado a vender la casa. Charlie aparece en la casa y Annie lo invita a entrar. Mike va a verla y se enfrenta a Charlie, quien declara que tiene la oportunidad de recuperar todo lo que perdió y debe deshacerse de Scott. Charlie mata a Mike con un hacha.
Scott contacta a Cassidy, quien cambió su nombre, y le pregunta sobre el suicidio de su madre. Ella explica que Charlie mató a Ellen después de que ella amenazó con divorciarse de él y tomar la casa, y ahora ella vive tan lejos de Charlie como pudo, y si alguna vez apareciera, lo mataría. Annie descubre la bodega subterránea de Charlie conectada a la casa, donde ha estado viviendo y ha almacenado el cuerpo de Mike. Scott regresa a casa y encuentra a Charlie tratando de violar a Annie, pero se defienden y lo dominan antes de tomar su arma. Annie llama a la policía y les dice: "Mi esposo mato a un intruso" cuando se escucha un disparo, Scott lo mata

## Reparto
- Dennis Quaid como Charlie Peck.
- Michael Ealy como Scott Russell.
- Meagan Good como Annie Russell.
- Joseph Sikora como Mike.

## Producción
En mayo de 2018,  se anunció que los derechos de distribución mundiales habían sido adquiridos por Screen Gems en el Festival de Cannes de 2018, después de que la producción había sido completada bajo el título Motivated Seller.
El primer tráiler de la película fue lanzado el 19 de noviembre de 2018.

## Estreno
Fue estrenada el 3 de mayo de 2019, originalmente estaba planificada para ser estrenada el 26 de abril de 2019.